# Jakow Dmitrijewitsch Malama

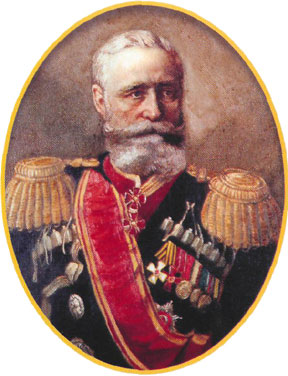
Jakow Malama

Jakow Dmitrijewitsch Malama (russisch Яков Дмитриевич Малама; * 4. Novemberjul. / 16. November 1841greg. in Jekaterinoslaw; † 24. Dezember 1912jul. / 6. Januar 1913greg. in Sankt Petersburg) war ein General der Kavallerie der Kaiserlich Russischen Armee.

## Biographie
Seine erste militärische Ausbildung erhielt Malama am Petrowski Kadettenkorps in Poltawa. Dieses schloss er 1861 als Kornett ab. Nach der Absolvierung der Nikolajew-Akademie des Generalstabs wurde er 1868 dem Hauptquartier des Kaukasischen Militärbezirks beordert.
Anfang der 1870er Jahre beteiligte sich Malama an Feldzügen der Zarenarmee gegen das Khanat Kokand. Für seine Verdienste im Kampf im Russisch-Osmanischen Krieg wurde er 1877 zum Oberst befördert.
1881 wurde Malama zum Befehlshaber des 17. Dragonerregiments von Nischni Nowgorod ernannt. 1887 stieg er zum Generalmajor auf. Von 1892 bis 1904 war er leitender Assistent der Kuban-Region und Ataman des Kuban-Kosakenheeres.
Von 1904 bis 1905 war Malama Kommandeur der kaiserlichen Truppen im Kaukasischen Militärbezirk mit Sitz in Tiflis. Im Dezember 1906 erfolgte die Beförderung zum General der Kavallerie.
Im Laufe seiner militärischen Laufbahn wurde Malama mehrfach ausgezeichnet, unter anderem mit dem St. Stanislaus Orden, dem Orden des Heiligen Wladimir, dem Alexander-Newski-Orden etc.